# Qiu Xiaolong
Œuvres principales
Enquêtes de l'inspecteur Chen Cao.
Qiu Xiaolong, né à Shanghai en 1953, est un auteur chinois de roman policier, poète et amateur de taï chi.

## Biographie
Son père, professeur, est victime des Gardes rouges pendant la révolution culturelle vers 1966 et lui-même est interdit d'études plusieurs années. Néanmoins il réussit à apprendre l'anglais et à poursuivre ses études.
En 1988, il rejoint l'Université Washington de Saint-Louis dans le Missouri pour y poursuivre ses études. Alors qu'il devait rester une seule année aux États-Unis, il décide de s'y installer après les manifestations de la place Tian'anmen en 1989. En 1996, il soutient une thèse sur T. S. Eliot, prix Nobel de littérature en 1948.
Qiu Xiaolong vit désormais aux États-Unis et enseigne à l'université de Saint-Louis.

## Œuvre
Qiu Xiaolong parle dans ses livres de la perversion de la Chine par l’argent : « Notre société est pourrie jusqu’au trognon, dit Vieux Chasseur, un ami de l’inspecteur Chen, dans le dernier livre. Maintenant que la corruption est ancrée dans les profondeurs du système, on ne peut que tomber dans le cynisme et la désillusion ».

### Les enquêtes de l'inspecteur Chen Cao
Son héros, l'inspecteur principal Chen Cao, est poète et a lui aussi étudié la littérature anglaise. Ses romans décrivent en détail la vie à Shanghai depuis les années 1990, mêlant intimement politique, vie courante et intrigue policière : la cuisine et la gastronomie, la crise du logement, les difficultés de transports, la corruption, la politique et l'omniprésence du Parti, les bouleversements de la Chine moderne, tout cela vient enrichir de manière pittoresque les enquêtes de l'inspecteur Chen Cao,. Ainsi, dans son ouvrage Dragon bleu, tigre blanc, Qiu Xiaolong évoque Bo Xilai, un prince rouge condamné à la prison à vie.
Dans son sixième roman La Danseuse de Mao, Qiu Xiaolong évoque les traumatismes de la révolution culturelle dont il a lui-même été victime. L'inspecteur Chen Cao enquête sur la petite fille de  Shang Yunguan, une ancienne maîtresse de Mao Zedong, quand celui-ci se déplaçait à Shanghaï.

### Romans

#### SérieChen Cao
1. Mort d'une héroïne rouge, Liana Levi, 2001 ((en) Death of a Red Heroine, 2000)
2. Visa pour Shanghaï, Liana Levi, 2003 ((en) A Loyal Character Dancer, 2000)
3. Encres de Chine[7], Liana Levi, 2004 ((en) When Red Is Black, 2004)
4. Le Très Corruptible Mandarin[8], Liana Levi, 2006 ((en) A Case of Two Cities, 2006)
5. De soie et de sang, Liana Levi, 2007 ((en) Red Mandarin Dress, 2007)
6. La Danseuse de Mao, Liana Levi, 2008 ((en) The Mao Case, 2009)
7. Les Courants fourbes du lac Tai[9], Liana Levi, 2010 ((en) Don’t Cry, Tai Lake, 2012)
8. Cyber China[10], Liana Levi, 2012 ((en) Enigma of China, 2013)
9. Dragon bleu, tigre blanc, Liana Levi, 2014 ((en) Shanghai Redemption, 2013)
10. Il était une fois l'inspecteur Chen, Liana Levi, 2016 ((en) Becoming Inspector Chen, 2015), trad. Adélaïde Pralon
11. Chine retiens ton souffle, Liana Levi, 2019 ((en) Hold Your Breath, China, 2019), trad. Adélaïde Pralon
12. Un dîner chez Min, Liana Levi, 2022 ((en) Inspector Chen and the Private Kitchen Murder, 2021), trad. Adélaïde Pralon
13. Amour, Meurtre et Pandémie, Liana Levi, 2023 ((en) Love and Murder in the Time of Covid, 2023), trad. Françoise Bouillot

#### Personnages
Parmi les personnages récurrents des romans de Qiu Xiaolong, on peut citer :
- Chen Cao, inspecteur principal de la brigade des affaires spéciales de Shanghai, cadre du Parti communiste chinois, poète et membre de l'Union des écrivains
- Petit Zhou, le chauffeur de la brigade
- Yu Guangming, un autre inspecteur, collègue de Chen qui l'assiste dans ses enquêtes
- Peiqin, la femme de Yu, comptable dans des restaurants
- Qinqin, leur fils (Yu et Peiqin ont subi la Révolution culturelle)
- Vieux Chasseur, le père de Yu, ancien flic également mais à la retraite et reconverti en surveillant de quartier
- Gu Haiguang dit « Monsieur Gu », un homme d'affaires (un « monsieur Gros Sous », nouveau riche), en relation avec les Triades, propriétaire d'un club de karaoké (le Dynastie) et qui vient régulièrement en aide à l'inspecteur Chen
- Nuage Blanc, une hôtesse ou une entraineuse missionnée quelquefois par Monsieur Gu pour aider l'inspecteur Chen
- Li Guohua, le secrétaire du Parti et le supérieur de Chen (il est le chef de la police criminelle de Shanghai)
- Zhang Zhiqiang, le commissaire politique, le supérieur du secrétaire du Parti Li
- Lu, dit le « Chinois d'outre-mer », un ami de Chen qui tient un restaurant russe à Shanghai
- Catherine Rohn, une inspectrice du FBI qui apparaît dans Visa pour Shanghai et que l'on retrouve dans Le Très Corruptible Mandarin
- Wang Fen, une journaliste de Shanghai et une amie de Chen
- Ling, une « ECS » (enfant de cadre supérieur) qui vit à Pékin et avec qui Chen entretient une relation amoureuse épisodique
- sans oublier la mère de Chen, qui n'a d'autre obsession que de voir son fils enfin fonder une vraie famille.

### SérieJudge Dee Investigations
- Une enquête du vénérable juge TI attribuée à l'inspecteur Chen Cao, Liana Levi, 2020 ((en) The Shadow of the Empire, 2019), trad. Adélaïde Pralon
- The Conspiracies of the Empire (2024)

### Poésie
- Lines Around China (2003)
- Poems of Inspector Chen (2016)

### Autres ouvrages
- Cité de la Poussière rouge, Liana Levi, 2008 ((en) Years of Red Dust, 2010)[11]
- La Bonne Fortune de Monsieur Ma, Liana Levi, 2011 ((en) Doctor Zhivago, 2010)
- Des nouvelles de la Poussière rouge, Liana Levi, 2013 ((en) Years of Red Dust II, 2011)

## Accueil critique
Pour la critique littéraire Christine Ferniot,  « Qiu Xiaolong décrypte une société chinoise qu'il connaît bien, même s'il vit aux Etats-Unis depuis vingt ans. Il offre un panorama de son pays plein d'humour et de justesse, au fil de ses mutations et de ses traumatismes ».

## Récompense
En 2001, Qiu reçoit le prix Anthony du premier roman pour son livre Mort d'une héroïne rouge.